# Фінікійська мова
Фінікійська мова — мова фінікійців. Належить до ханаанської підгрупи семітських мов. За морфологією і лексикою є близькою до давньоєврейської.
У I тис. до н. е. виконувала функції лінгва-франка у південній частині басейну Середземного моря, але поступово була витіснена давньогрецькою, арамейською і латиною.
Науковці виділяють кілька діалектів фінікійської мови — зокрема північно-фінікійський, тіро-сідонський, пунічний.